# 塞伦盖蒂国家公园
塞伦盖蒂国家公园（英語：Serengeti National Park）是坦桑尼亚的一座大型国家公园，位于塞伦盖蒂地区，因每年都会出现150万只斑紋角馬和约25万只平原斑马的大規模迁徙而闻名。1981年列入联合国教科文组织世界遗产名录。

## 历史
马赛人多在开阔的平原放牧，他们早在欧洲探险家发现本区前约200年开始将本区称为“无尽的平原”。“Serengeti ”一词的发音接近马赛人对本区的称呼。德国地理学家、探险家奥斯卡·鲍曼于1892年进入本区，他在恩戈罗恩戈罗洼地住宿期间杀死了三头犀牛。斯图尔特·爱德华·怀特是第一个到达本区的英国人，他于1913年到达塞伦盖蒂北部，1920年代在此来到本区，并在塞罗勒那附近区域驻扎三个月。在此期间，他和他的同伴射杀了约50头狮子。
由于打猎使当地狮子的数量锐减，英国于1921年决定在部分区域设立一个面积3.2平方公里的猎物禁猎区，1929年禁猎区的面积扩展到整个塞伦盖蒂地区。这些行动成为塞伦盖蒂地区于1951年建立为国家公园的基础。伯恩哈德·格日梅克和他的儿子迈克尔在1950年代进行的前期工作使该国家公园更加著名，他们参与拍摄了纪录片《塞伦加蒂不该丧命》，并于1959年获得奥斯卡最佳纪录长片奖。
由于马赛人的主要居住地成为国家公园的一部分，也为了保护当地的野生动物，马赛人搬到了恩戈罗恩戈罗高地居住。这一行动至今仍有相当大的争议，反对者认为此项行动是在殖民当局的胁迫和欺骗下进行的。
塞伦盖蒂国家公园是坦桑尼亚的首座国家公园，它目前在坦桑尼亚的旅游业中有示范和带头作用 。旅游部门常常安排将塞伦盖蒂地区与马尼亚拉湖、塔兰吉雷、阿鲁沙国家公园和恩戈罗恩戈罗保护区打包的游览方式。

## 地理

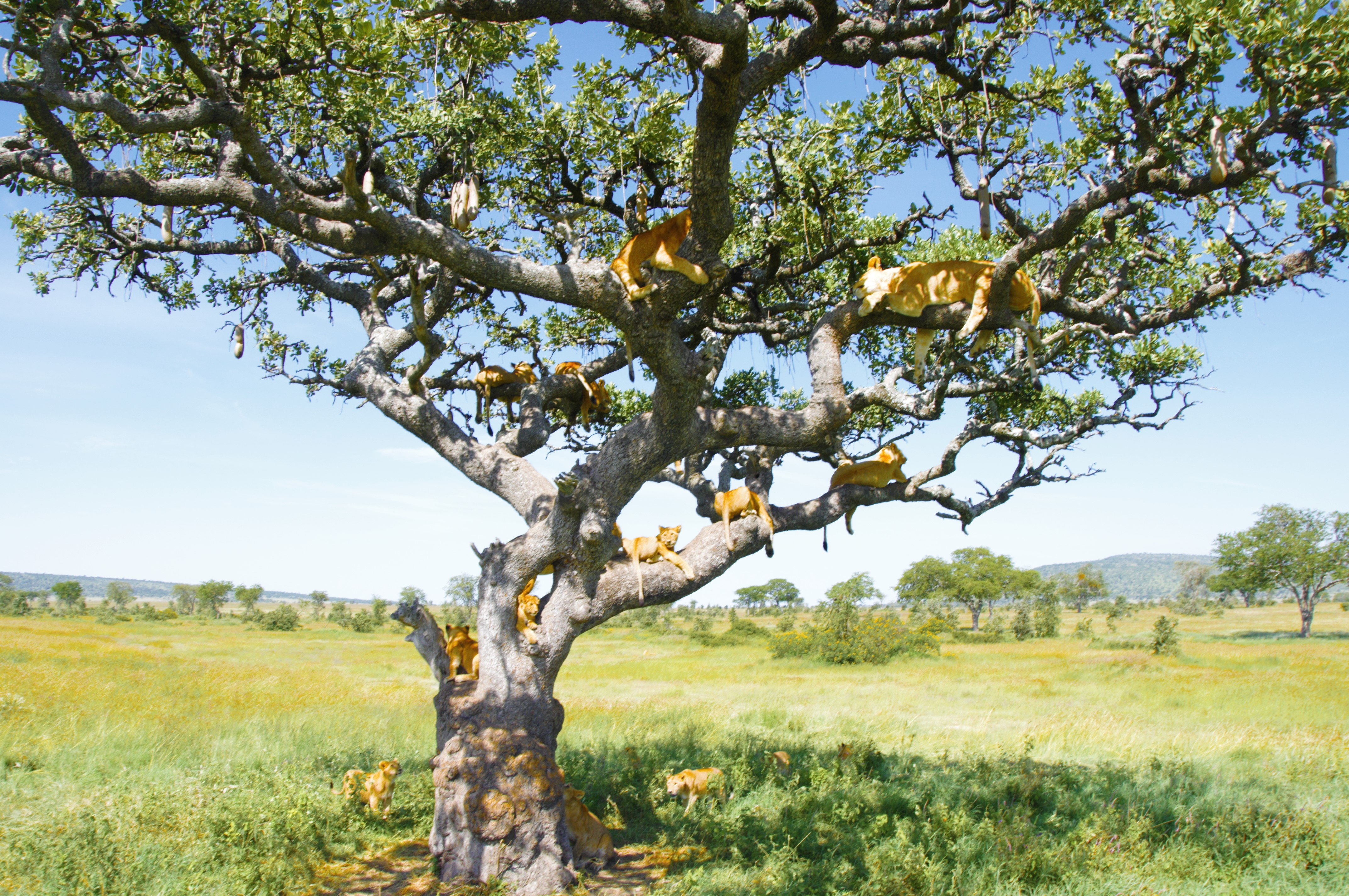
在塞伦盖蒂大草原的一棵大树上，集聚着一群狮子。

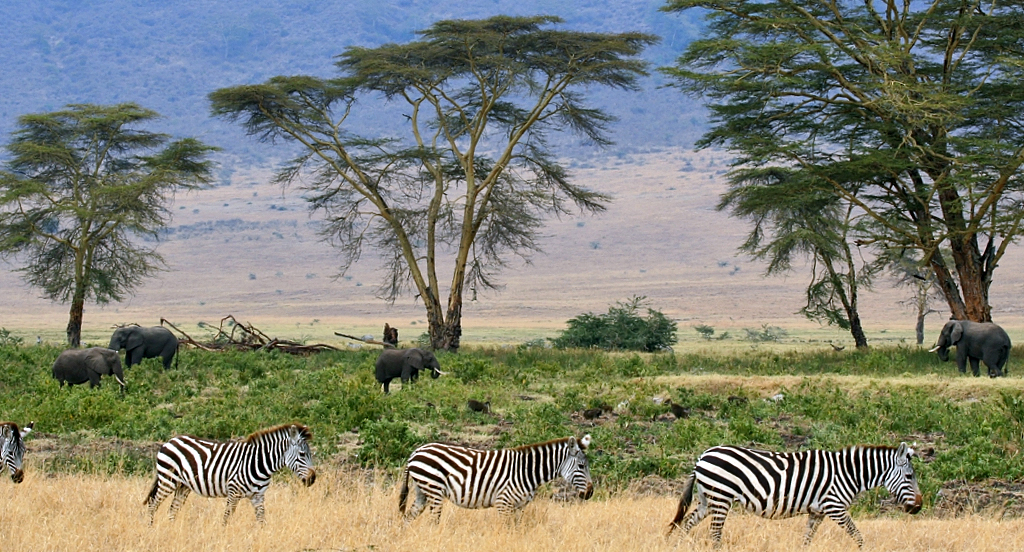
塞伦盖蒂平原上的斑马

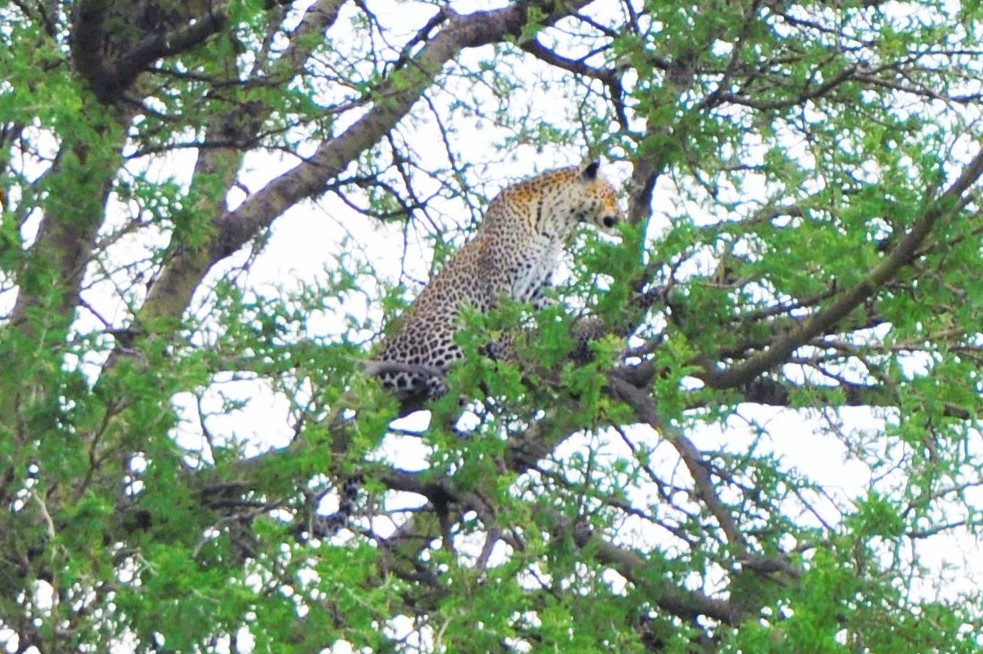
一只花豹与她的宝宝站在塞伦盖蒂草原的一株大树上

塞伦盖蒂国家公园包括有面積達14,750平方公里的草地平原和稀樹草原，還有沿河森林和林地。园内为热带草原气候，海拔在920米至1850米左右。
塞伦盖蒂国家公园位于坦桑尼亚北部，北部与肯尼亚接壤，连接肯尼亚的马赛马拉国家保护区。东南是恩戈罗恩戈罗保护区，西南是尼亚利昆古猎物禁猎区（馬斯瓦禁獵區），西部是阿昆郞古和格鲁美猎物禁猎区，东北是洛利翁多猎捕管制区。這些地區合起來稱為塞倫蓋蒂生態系統。
塞伦盖蒂国家公园通常被划分为三个地形区：
- 塞伦盖蒂平原：塞伦盖蒂平原十分广袤，南部几乎完全没有树木的草原是该国家公园的标志性景观。平原上的角马主要在12月至次年5月活动，此外例如湯氏瞪羚、飛羚、伊蘭羚羊、转角牛羚、非洲水牛、水羚等也在雨季时栖息于此。火山灰形成的结晶岩是平原上主要的岩层，部分地区的丘陵由花岗岩构成。
- 西部走廊：位於國家公園比較偏遠的位置[7]，是一個由黑黏土覆盖的类似沼泽的大草原。走廊中的格魯美地河是尼罗鳄、疣猴、战雕等動物的主要栖息地，迁徙动物在五至七月时亦會经过此地。
- 北塞伦盖蒂：主要由开阔的林地（主要为没药属植物）和丘陵构成，南起塞羅勒那，北至與肯尼亞邊境的馬拉河。除了迁徙的斑紋角马和平原斑马（通常發生於7月到8月及11月），还有非洲象、长颈鹿等在这个浓密的热带稀树草原栖息。

园内的雨季为11月至次年5月，其中12月、3月和4月三个月是雨水最充沛的月份，降水量由西向东、向北递减，出现严重干旱的年份时会草原退化为沙漠。当地年平均气温为20.8摄氏度。
除了坦桑尼亚国家公园主管单位的工作人员、法兰克福动物学协会的研究人员和工作人员和当地旅馆和酒店服务人员，塞伦盖蒂国家公园禁止任何人长期居住。塞罗勒那是多数研究人员的居留地，也是国家公园的主要指挥中心，配有小型的飞机临时跑道。

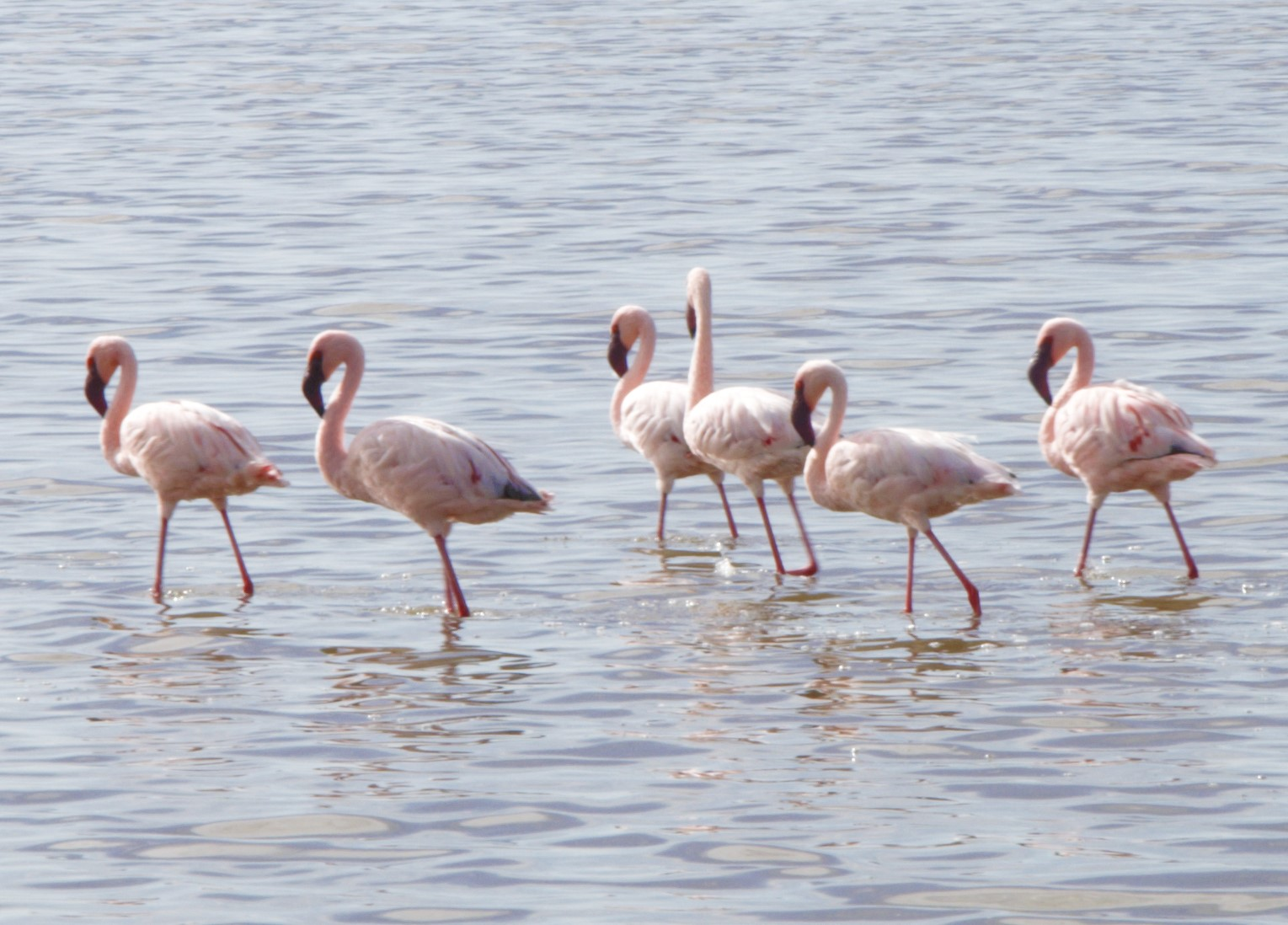
在塞伦盖蒂大草原一座小湖里的一群火烈鸟。

## 动物

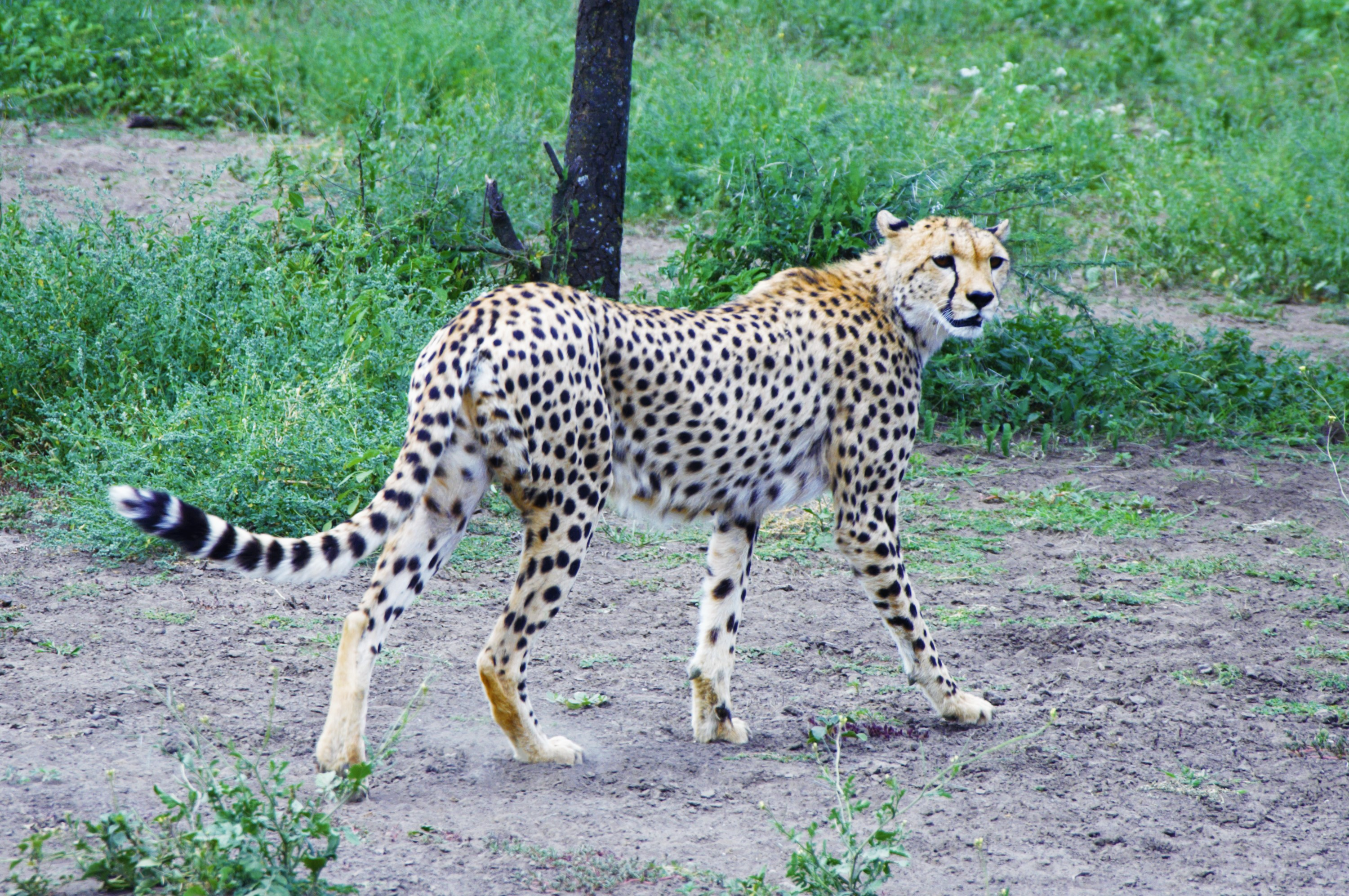
一只在塞伦盖蒂大草原上行走的猎豹。

除了迁徙的有蹄类动物以外，塞伦盖蒂国家公园也是“非洲五霸”的栖息地。其中狮子现存约3000头，被认为是非洲数量最多的地方；因20世纪80年代的偷猎数量减少的非洲象主要生活在园内北部，且数量有所恢复；非洲豹现存约1000头；黑犀主要栖息在园区中部的残留山丘上；非洲水牛目前数量相对较多，但受到疾病的威胁。
塞伦盖蒂国家公园还有猎豹、羚羊、转角牛羚、大角斑羚、鬣狗、狒狒、黑斑羚、非洲野犬、长颈鹿等动物。此外，园内有约500种鸟类，如鸵鸟、蛇鹫、南非大鸨、丹顶鹤、非洲秃鹳、战雕、情侶鸚鵡、秃鹰。

## 保护

### 世界遗产
塞伦盖蒂国家公园于1981年列入联合国教科文组织世界遗产名录，登录面积1,476,300 ha，该世界遗产被认为满足世界遺產登錄基準中的以下基準而予以登錄：
- （vii）包含出色的自然美景与美学重要性的自然现象或地区。
- （x）拥有最重要及显著的多元性生物自然生态栖息地，包含从保育或科学的角度来看，符合普世价值的濒临绝种动物种。

### 公路建设
2010年底，坦桑尼亚总统贾卡亚·基奎特建议建设一条横贯塞伦盖蒂国家公园的公路，他认为公路的建设可以使沿途贫困地区得以发展。而自然保育团体和如肯尼亚等的外国政府认为此举会对国家公园的动物迁徙和生态系统造成不能恢复的破坏。2011年6月下旬，因国际社会的公开反对，当地政府决定取消穿过国家公园的穆索马到阿鲁沙的公路建设计划。目前塞伦盖蒂保护较好，但科学家仍然担心未来人口扩张带来的压力会使将来重启公路建设计划。

## 拓展阅读
- Homewood, K. W. & Rodgers, W. A., , New York: Cambridge University Press, 1991, ISBN 0521400023.
- Turner, Myles, , New York: W. W. Norton, 1988, ISBN 0393025764.